# 死寂逃亡
是2019年德国英语恐怖片，由Netflix发行，琪兰·席普卡、史丹利·图奇主演，約翰·R·李昂尼提导演，凯利·范·戴克和肖恩·范·戴克改编自蒂姆·莱博2015年的同名恐怖小说。影片刻画了一个充斥着循声狩猎怪物的异世界，席普卡在片中扮演一位后天失聪的青少年，她日后要为家人和一位利用她耳聋的邪教成员寻找庇护所。
影片于2019年4月10日在Netflix上映，同年8月30日登陆中国。

## 剧情
洞穴抢救队在矿井中发掘出一群像翼龙的生物翼龙鸟“vesps”。翼龙鸟残暴地杀害了救援队员，飞出矿井，循声来到最嘈杂的地方。
少女艾丽幼年时遭遇车祸，祖父母意外身亡，自己也落下了耳疾。她和父亲休、母亲凯莉、罹患晚期肺癌的外祖母琳恩、弟弟裘德、宠物狗奥蒂斯生活在一起。随着翼龙鸟暴怒的消息不胫而走，美国政府宣布进入紧急状态，敦促居民留在室内，不要发出声音。艾丽建议全家人到安静的乡下躲避。休的老友格伦带上了枪，负责带路。一行人分两辆车出发，中途在加油站停下。艾丽带着奥蒂斯散步，此时一名陌生人出现，奥蒂斯吓得吠叫起来。陌生人说奥蒂斯再不停止吠叫，就要开枪射死它。格伦开枪打伤了这位陌生男子的腿后，众人开车逃离。
然而没过多久，他们就碰到堵塞着的车流，原来政府封闭了所有州际公路。格伦于是决定走小道越野。他的车子疾速通过村庄时，撞倒一群正在逃跑的鹿，旋即侧翻进堤坝。格伦活了下来，但被困在车子中。休和凯莉没能救出他，格伦要求休带着家人离开。安德鲁斯一家回到车上，此时奥蒂斯吠叫，招来翼龙鸟袭击。格伦抓起枪，将所有翼龙鸟吓跑，牺牲了自己。为了保护家人的安全，休不得不将狗丢掉，艾丽激动得哭了起来，但是被家人捂住了嘴。
翼龙鸟的叫声停止了，休走出车子，抓起撬胎棍扔到路面上，没有鸟反应，似乎都跑了。不幸的是，林恩哮喘发作咳嗽起来。裘德努力递给外婆呼吸器时，休悄悄地抓住撬胎棍，再把它扔到路上吸引翼龙鸟。趁着翼龙鸟疯狂撞击棍子，休安静回到车上。休对家人们说，这些生物看不见东西，只能依靠听觉作判断。所以我们不能大声说话，只能低语或发短信。艾丽表示他们都知道怎么安静地生活。经过赞成，休表示要在天黑之前找到避难所。
休点燃了格伦的车子来诱惑翼龙鸟，之后带着全家人徒步前进。林恩很想跟上大家，无奈他的身体太虚弱。他们决定在山顶停留，休息一样。裘德无意中看到一所房子，一家人便接近。他们发现屋外的栅栏很高，前门上着锁。他们的到来震响了门外的警铃，不知道情况的房主立马趕到门前防卫自己的土地。就在这时，女房主的说话声引来了翼龙鸟的攻击，当场毙命。一家人从雨水渠进入房子，裘德突然被水渠中的响尾蛇吓倒，但努力保持安静。然而，蛇的声响吸引了一些不必要的注意，最终翼龙鸟咬了凯莉的腿。休点發動木屑機，吸引翼龙鸟扑向木屑機，让家人进入房子。
其他人休息的时候，艾丽联系到男朋友罗布。罗布表示自己的家人都死了。从罗布的话中，艾丽还了解到，灾难发生后，邪教组织四起。到了早上，凯莉的伤口遭到感染，休和艾丽需要离开寻找抗生素。在商店里，凯莉发现了长在尸体中的翼龙鸟蛋。一位舌头被割掉的邪教组织的牧师透过纸笔，想把两人拉入伙，但被拒绝，牧师大发雷霆。两人回到家后，拿着抗生素治好了凯莉。艾丽上网时了解到翼龙鸟在寒冷条件中不能生存。
牧师一行人最终找到了一家人的藏身点，他再次要求休的家人加入他们。休礼貌地要求他们离开，但牧师表示自己对艾丽的生育能力感兴趣。休带着枪冲出去，吓退邪教徒。此时罗布联络到艾丽，表示北边有一处“避难所”。
休和凯莉夜间惊醒，在门外发现一位小女孩。小女孩进门后，他们发现她是无舌邪教的一员。此时她身上和房子里的所有电话同时响起，吸引了大批翼龙鸟。混乱中，艾丽遭到邪教绑架，外祖母林恩冲出门外想救她。她抓住了带走艾丽的人，大声尖叫，招来的翼龙鸟杀死了她和邪教徒，艾丽侥幸逃脱。其他邪教成员用匕首抵住艾丽。休、凯莉和裘德回击，尽管休被刺伤，邪教还是被击杀了。
几个礼拜后，安德鲁家余下的人口长途跋涉穿越美国，最终抵达北方的避难所。 艾丽和男友罗布會合，两人一起用弓箭捕杀翼龙鸟。 影片的最后，艾丽抛出了疑问：究竟翼龙鸟会不会适应寒冷，或者人类会像她一样适应无声的生活方式。

## 阵容
- 史丹利·特治 饰 休·安德鲁斯（Hugh Andrews）
- 琪蘭·席普卡 饰 艾丽·安德鲁斯（Ally Andrews）
- 米兰达·奥图 饰 凯莉·安德鲁斯（Kelly Andrews）
- 凯特·特罗特（英语：Kate Trotter） 饰 林恩（Lynn）
- 約翰·科貝特 饰 格伦（Glenn）
- 凯尔·哈里森·布雷特科夫（英语：Kyle Harrison Breitkopf） 饰 裘德·安德鲁斯（Jude Andrews）
- 邓普西·布莱克（Dempsey Bryk）饰 罗布（Rob）
- 比利·麦克莱伦（Billy MacLellan）饰 牧师

## 制作
《死寂逃亡》改编自蒂姆·莱博2015年同名恐怖小说，约翰·R·李昂尼提导演，凯利·范·戴克和肖恩·范·戴克改编剧本。演员琪兰·席普卡和史丹利·图奇于2017年5月加盟剧组。同年8月，其他演员陆续加入。
主体摄影于2017年9月在多伦多开始。
根据电影的制作笔记，影片的怪物“Vesps”源于西班牙语黄蜂。导演李昂尼提表示，为了设计Vesps，他们研究了其他穴居生物：“它们的皮肤呈半透明，有翅膀，会飞，但也会爬行，像爬行动物一样产卵......设计、制作和计算机动画化时也参考了许多科学研究，确保他们的每个关节、每个血管、每个动作都很写实。”

## 发行
Netflix于2019年4月10日上线了影片。环球路娱乐原本于2017年12月收购电影美国发行权，但公司后来陷入财务问题，为了避免破产，便把许多影片的发行权卖出，其中就有这部电影。

## 评价

### 专业评价
汇总媒体烂番茄收集到25条评论，打出24%的“腐烂度”，平均得分4.33/10。Metacritic有4条评论，平均分25/100，表示“普遍差评”。《纽约时报》的斯科特·托比亚斯（Scott Tobias）表示影片是“针对利基市场的垃圾”，“唯一能掩盖伪劣拼接活的，只有质量担当的演出阵容和更丰厚的产值。”托比亚斯表示，尽管影片描绘了“一场盛大的进化斗争......每一刻都感觉像是倒退。”RogerEbert.com的布莱恩·塔勒里科（Brian Tallerico）表示影片“给其他电影和电视节目的概念抄了一碟更有意思的冷饭”，认为“《死寂逃亡》是一部恐怖片，这就是它最大的问题。一部恐怖片需要赌注，而这一点你在影片中是看不到的。”

### 社会反响

#### 聋人的演绎
听觉正常的女演员琪蘭·席普卡在电影中扮演和怪物搏斗的女主角，她在准备时学了一些美国手语。导演約翰·R·李昂尼提在采访中表示：“她为了电影学了手势，现在她现在完美无瑕，好像整个人生都在打手语，几乎和先天聋哑人没有分别。”聋哑名人奈·迪马科和瑪麗·麥特琳，以及聋哑人群体的其他成员批评李昂你提将席普卡学习手语等同于在文化上体会聋哑人的经历，认为他选择一名听觉正常的演员，破坏了聋哑人的代表形象。迪马科也批评席普卡的手语有语法错误，其他人则指出剧情中席普卡聋哑特征相关的漏洞。

#### 恶搞大片嫌疑
值得注意的是，影片和2018年恐怖片《寂静之地》有着类似的背景，两者被经常拿来比较。《死寂逃亡》原版小说于2015年出版，这部改编作品于2017年拍摄，和《寂静之地》同一时间。尽管影片被发行商环球路影业收购，但从未登陆院线，直到后来再被Netflix收购。Quartz的亚当·爱普斯坦（Adam Epstein）表示，虽说两部作出都很巧合地同一时间创作，但《死寂逃亡》是一部恶搞片（恶搞大片的低成本电影），指出编剧之一尚恩·范·戴克曾给专门生产恶搞片的制片方疯人院影业写过剧本。原著小说作者蒂姆·莱博承认两部电影的相似之处“有点令人不安”，但为这部改编自他的小说的电影辩护：“当然会有相似之处，我们相信电影《死寂逃亡》会独立于世。”
《卫报》的查尔斯·布拉姆斯科（Charles Bramesco）表示《死寂逃亡》是对《寂静之地》的“劣质混搭”：“《死寂逃亡》存在的唯一目的，是被列入喜欢《蒙上你的眼》的观众的推荐列表，尽管归类给“喜欢《寂静之地》的观众”会使得这个分类更加准确......他们真正追求的人口统计数据，会更加接近在讲类似事件时有困难的观众。”Decider的安娜·门塔（Anna Menta）也做了比较：“《死寂逃亡》比《寂静之地》更暗黑、更血腥”，认为《死寂逃亡》在生产价值上是低成本影片。门塔认为《死寂逃亡》发生在入侵之前，而《寂静之地》的时间完全是在入侵之后。她指出《死寂逃亡》让听觉正常的演员扮演一位聋哑人的批评生意，强调了片中的其他元素，青少年爱情和邪教。
Comic Book Resources的雷纳尔多·马塔丁（Renaldo Matadeen）对比了两部影片：“几条剧情线可以清楚地表明Netflix的电影远提不上剽窃，实际上有自己的东西。”马塔丁表示《死寂逃亡》的聋哑少女可以读唇语和话语：“过了一阵子，你几乎会忘记艾丽是聋哑人，这使得影片缺少了《寂静之地》的真正紧张感”。他认为两种怪物“完全不同”，它们入侵的时间点也不一样。虽然两部电影在家人们竭力求生的模式上相同，但“在《死寂逃亡》中，我们缺少了人类咆哮的外部干扰。”